# Хосо (регіон)

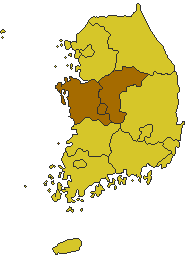

Хосо (кор. 호서, трансліт. Hosŏ, дос. «на захід від озера») — регіон, розташований в області колишньої провінції Чхунчхондо, є одною з восьми провінцій Кореї під час правління династії Чосон.
В цьому регіоні розташовані наступні міста-метрополії та провінції:
- Теджон
- Седжон
- Чхунчхон-Намдо
- Чхунчхон-Пукто

В регіоні використовується чхунчхонський діалект. Назва Хосо часто використовується для позначення людей, що проживають в цьому регіоні.